# Yamaguchi Falcão Florentino
Yamaguchi Falcão Florentino (São Mateus, Brasil, 24 de diciembre de 1987) es un boxeador profesional brasileño quien ha tenido múltiples títulos regionales en las divisiones de peso mediano, semipesado y crucero. Ganó la medalla de bronce en los Juegos Olímpicos de Londres 2012 y  la medalla de plata en los Juegos Panamericanos de 2011 en la categoría de peso semipesado.
En los Juegos Olímpicos de Londres 2012, participando en la categoría de peso semipesado (hasta 81 kg), Yamaguchi derrotó en el primer asalto a Sumit Sangwan, por 15 a 14. En los octavos de final, empató con Meng Fanlong por 17 a 17. pase a cuartos de final contando los puntos no otorgados. Luego de ver a su hermano Esquiva Falcão Florentino avanzar a las semifinales de su categoría y asegurar una medalla olímpica, Yamaguchi participó en los cuartos de final, donde sorprendió al vencer al cubano Julio César La Cruz, campeón mundial amateur en 2011, por 18 a 15. Así, consiguió la revancha de la final perdida en el Panamericano de Guadalajara y aseguró la tercera medalla brasileña en boxeo en la misma edición de los Juegos, una hazaña sin precedentes para el país. En la semifinal, Yamaguchi fue derrotado por el ruso Yegor Mejóntsev por 23 a 11 y se llevó la medalla de bronce.
El 2 de octubre, se reveló que Falcão se convirtió en profesional y firmó con Golden Boy Promotions. En su debut, en enero de 2014, fue descalificado junto a Martín Fidel Ríos tras la segunda vuelta. Ambos peleadores intercambiaron algunos golpes después de que terminó el round seguido de Ríos escupiendo a Falcão. La llamada fue vista como excesiva por ambos luchadores, quienes querían seguir luchando. Sin embargo, Falcão ganó todas sus 11 peleas posteriores. En el décimo, contra Jorge Daniel Caraballo, Falcão ganó el título de peso mediano latino del CMB.
En 2023, a los 35 años, enfrentó al cubano David Morrell, vigente campeón de los supermedianos (hasta 76,2 kg), en la disputa por el cinturón de la Asociación Mundial de Boxeo (AMB). Fue seleccionado a última hora para sustituir al ghanés Sena Agbeko, que tenía problemas de documentación y quedó fuera del enfrentamiento. El brasileño tuvo menos de dos semanas para prepararse para la pelea, donde sintió la falta de ritmo ante su rival, diez años menor, y cayó en el primer round. Intentaba convertirse en el séptimo brasileño en ser campeón mundial de boxeo, uniéndose a Éder Jofre, Miguel de Oliveira, Acelino Freitas, Valdemir Pereira, Rose Volantê y Patrick Teixeira.